# Aletta Norval
Aletta J. Norval ou Alet J. Norval, née le 8 avril 1960, est une théoricienne politique née en Afrique du Sud.

## Domaines de recherche
Membre éminent de l’Essex School of Discourse Analysis, Aletta Norval est principalement connue pour son analyse déconstructionniste du discours de l'apartheid, pour ses contributions méthodologiques à l'analyse du discours et pour ses travaux sur la théorie politique décentralisée, démocratique et poststructuraliste. Ses autres domaines de recherche incluent la théorie féministe, la politique sud-africaine, l'ethnicité et la politique de la race,. Elle a travaillé aussi sur la biométrie, en se concentrant sur les questions de consentement des citoyens aux techniques de gestion de l'identité. 

## Biographie
Aletta Norval a étudié les sciences politiques à l'université de Johannesburg (Afrique du Sud) et l'analyse du discours à l'université de l'Essex. Elle a obtenu une maîtrise de l'université de Johannesburg et une maîtrise et un doctorat du programme d'idéologie et d'analyse du discours de l'université d'Essex. Sa thèse de doctorat, réalisée en 1993 sous la direction d'Ernesto Laclau, s'intitule Accounting for Apartheid: Its Emergence, Logic and Crisis (Rendre des comptes pour l'apartheid : son apparation, sa logique et sa crise). 
Aletta Norval a commencé sa carrière universitaire au département de gouvernement de l’université d’Essex, où elle est actuellement professeure. Elle a été directrice du programme de doctorat en idéologie et analyse du discours et co-directrice du Centre d'études théoriques en sciences humaines et en sciences sociales, tous deux fondés par Ernesto Laclau. Elle a été doyenne de la recherche et de l'enseignement postdoctoraux (2012-2013) et a été nommée vice-chancelière à l'université d'Essex. Elle est également membre du Privacy Expert Group du Biometrics Institute, à Londres. 
Aletta Norval est auteure et co-éditrice de plusieurs ouvrages et articles dans des revues telles que American Political Science Review, Ethics & Global Politics, Journal of Political Ideologies (en), Political Theory, Diacritics, Philosophy & Social Criticism (en), Constellations (en), Political Studies (en), Acta Philosophica (en), Critical Discourse Studies, British Journal of Political Science (en). 

## Publications

### Ouvrages
- (en) Steven Griggs, Aletta Norval et Hendrik Wagenaar, Practices of Freedom : Decentered Governance, Conflict and Democratic Participation, Cambridge, Cambridge University Press, 2014, 329 p. (ISBN 978-1107056107)
- (en) Aletta Norval, Aversive Democracy : Inheritance and Originality in the Democratic Tradition, Cambridge, Cambridge University Press, 2007, 248 p. (ISBN 978-0521702683)
- (af) Alet J. Norval, 'n Teoretiese Studie van die Metodologie van Kruiskulturele Houdingsmeting, Pretoria, Human Sciences Research Council, 1984, 119 p. – deuxième édition en 1993
- (en) David Howarth, Yannis Stavrakakis et Aletta Norval, Discourse Theory and Political Analysis : Identities, Hegemonies and Social Change, Manchester University Press, 2000, 256 p. (ISBN 978-0719056642)
- (en) Aletta J. Norval et David Howarth, South Africa in Transition : New Theoretical Perspectives, Basingstoke, Palgrave Macmillan UK, 1998, XIV+222 (ISBN 978-0-333-67156-6)

### Articles
Exemples.
- (en) AJ. Norval et E. Prasopoulou, « Public faces? A critical exploration of the diffusion of face recognition technologies in online social networks », New Media and Society, vol. 19, no 4,‎ 2017, p. 637-654 (présentation en ligne)
- (en) Aletta J. Norval, ‘Writing a name in the sky’ : Critically Reading Rancière on Democracy : Paper presented to the University of Chicago Political Theory Workshop, 1st march 2010, 26 p. (lire en ligne)
- Aletta Norval, Jason Glynos, David Howarth et Ewen Speed, Discourse analysis : varieties and methods, Southampton, UK, National Centre for Research Methods (NCRM), 2009 (lire en ligne)